# Elfeneiche

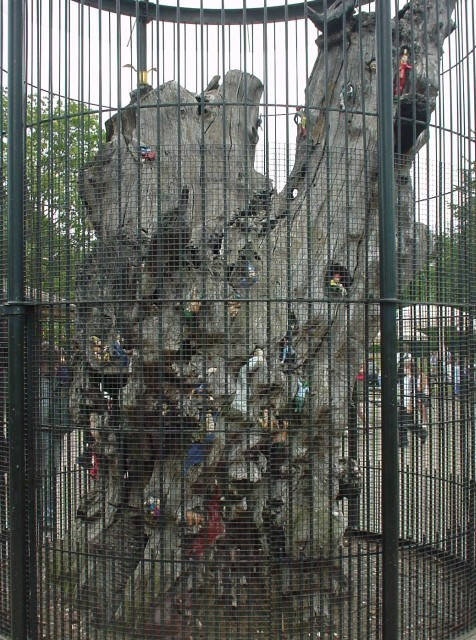
Elfeneiche in Kensington Gardens

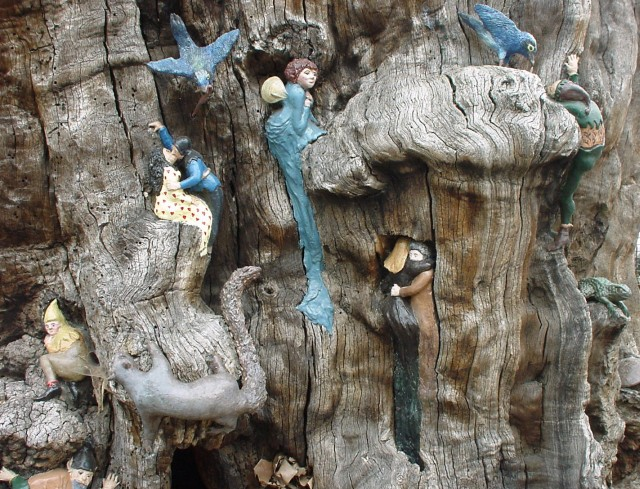
Ein Detail des Baumes

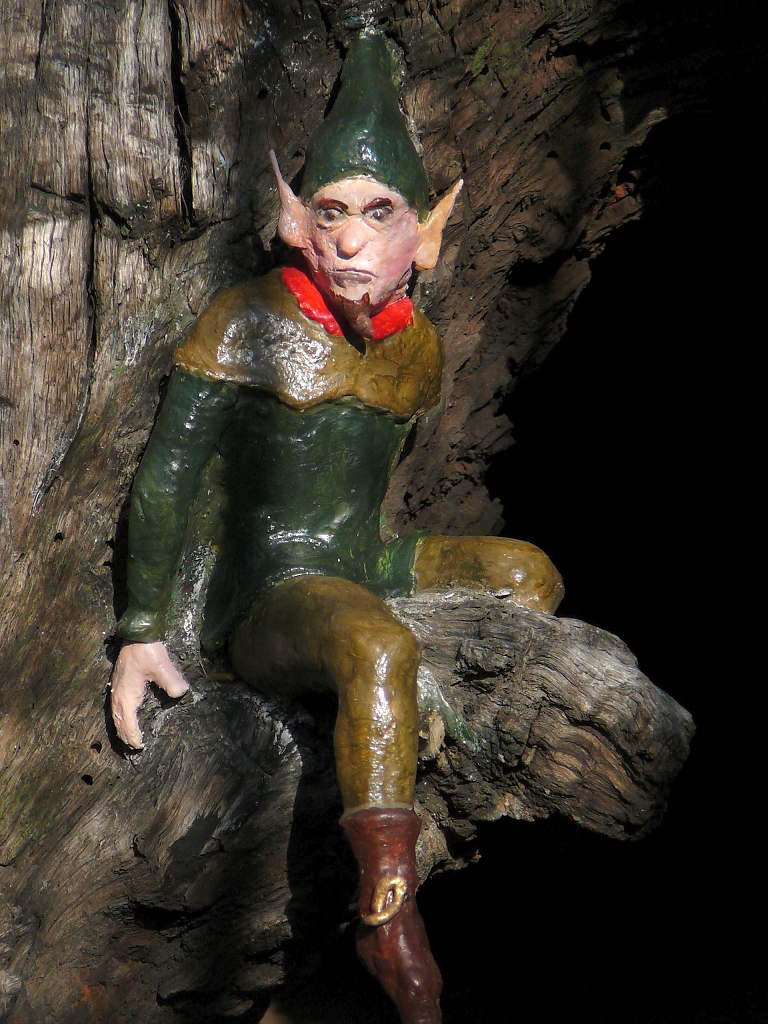
Nahaufnahme einer Figur auf dem Baum

Die Elfeneiche ist ein 900 Jahre alter Baumstumpf in Kensington Gardens in London, der so geschnitzt und bemalt wurde, dass es aussieht, als ob Elfen, Gnome und kleine Tiere in seiner Rinde leben.
Der hohle Baumklotz kam ursprünglich aus dem Richmond Park. Er wurde 1928 als Teil eines Projektes von George Lansbury für öffentliche Verbesserungen nach Kensington Gardens in London versetzt. Im Verlaufe der nächsten zwei Jahre schnitzte der Illustrator Ivor Innes die Figuren der „Little People“ hinein. Diese umfassten die Hexe Wookey, mit ihren drei Krügen für Gesundheit, Wohlstand und Glück, den Gnom Huckleberry, der einen Sack Beeren die Treppe hoch zum Bankett in der Rindenhalle bringt und die Elfen Grumples und Groodles, die von Brownie, Dinkie, Rumplelocks und Hereandthere ermuntert werden, Eier aus dem Krähennest zu stehlen.
Das Innencover vom Pink-Floyd-Album Ummagumma aus dem Jahre 1969 zeigt ein Bild von David Gilmour vor der Elfeneiche.
Der Komiker Spike Milligan war zeit seines Lebens ein Fan der Eiche. Im Jahre 1996 leitete er eine Kampagne zu ihrer Wiederherstellung. Im Jahre 1997 erklärte sie der Minister für Kulturerbe Tony Banks zur listed structure Grade II.
Koordinaten: 51° 30′ 32″ N, 0° 11′ 17″ W